# Ingrid Olava
Ingrid Olava Brænd Eriksen (Lillehammer, 18 marzo 1981) è una cantante norvegese.

## Biografia
Ingrid Olava si è fatta conoscere partecipando a vari festival musicali norvegesi a partire dalla metà degli anni 2000 ed entrando a far parte del gruppo Shit City, del quale è stata la cantante dal 2005 al 2007.
Nel 2008 ha avviato la sua carriera come solista con il singolo Only Just Begun, che ha raggiunto l'8ª posizione nella classifica norvegese, seguito da Back to Love, che si è fermato al 20º posto. I due brani hanno anticipato l'album Juliet's Wishes, che è entrato in classifica alla 4ª posizione e che ha fruttato alla cantante tre candidature ai premi Spellemann, il principale riconoscimento musicale norvegese.
Il secondo album di Ingrid Olava, The Guest, è uscito nel 2010 e ha raggiunto la 2ª posizione nella classifica nazionale, regalando alla cantante il suo piazzamento migliore, oltre al suo primo premio Spellemann per l'artista femminile dell'anno. È stata candidata anche per la miglior compositrice pop e per la miglior paroliera.
Nel 2013 è uscito il terzo album Summer House, che ha debuttato al 12º posto in classifica e che è stato in lizza agli Spellemann nella categoria Miglior album pop.

## Discografia

### Album in studio
- 2008 – Juliet's Wishes
- 2010 – The Guest
- 2013 – Summer House
- 2016 – Hekt

### Raccolte
- 2017 – Ingrid Olava

### EP
- 2010 – Please Welcome Ingrid Olava
- 2016 – Hekt
- 2016 – Symfoniske favoritter

### Singoli
- 2008 – Only Just Begun
- 2008 – Back to Love
- 2014 – Mens jeg sover
- 2017 – From Up Here
- 2017 – Jupiter
- 2017 – De nære ting
- 2018 – At the Heart of Longing Is